# Lophiobagrus
Lophiobagrus — рід риб з підродини Claroteinae родини Claroteidae ряду сомоподібних. Має 4 види. Часто тримаються в акваріумах.

## Опис
Загальна довжина представників цього роду коливається від 3,5 до 8 см. Голова помірно велика. Очі великі, розташовані у верхній частині голови. Має 4 пари вусиків, з яких 2 пари довгих розташовано на нижній щелепі, 2 пари коротких — на нижній. Спинний плавець високий, з короткою основою. Жировий плавець низький, доволі довгий, розташовано близько до хвостового плавця. Грудні та черевні плавці поступаються спинному плавцю, також мають коротку основу. Спинний і грудні плавці наділені декількома жорсткими променями, більшість — м'які. Анальний плавець високий, середньої довжини. Хвостовий плавець широкий, короткий, сильно вирізаний.
Забарвлення переважно коричневого або чорного кольору з різними відтінками.

## Спосіб життя
Зустрічаються на мілині. Зустрічаються на кам'янистих ділянках. Активні вночі. Денний час воліють проводити під камінням. Живляться дрібними ракоподібними і молюсками, а також ікрою риб. У шлунках цих сомів вчені виявляли залишки водоростей, але як з'ясувалося, водорості з'їдаються попутно з безхребетними, які в них ховаються, але не є харчем. Слиз цих сомиків отруйна для риб, але не смертельна: риба, що намагалася схопити одного з цих сомів, більше на них не звертає уваги.

## Розповсюдження
Є ендеміком озера Танганьїка (Африка).

## Види
- Lophiobagrus aquilus
- Lophiobagrus asperispinis
- Lophiobagrus brevispinis
- Lophiobagrus cyclurus

## Тримання в акваріумі
Підходить ємність від 100 літрів. На дно насипають дрібний пісок сірого кольору шаром — 2,5-3 см. Потім укладають камені різної форми і розмірів. Каміння повинно мати пласку підошву. Бажано щоб на каменях росли водорості. Рослини не потрібні. Селити краще групою від 5 особин.
Їдять будь-які живі корми. Без проблем звикають до замінників живого — фаршу з морепродуктів, наприклад. З технічних засобів знадобиться внутрішній фільтр середньої потужності для створення помірного течії, компресор. Температура тримання повинна становити 22-26 °C.